# انتراک ایر
انتراک ایر (به انگلیسی: Antrak Air) یک شرکت هواپیمایی با کد یاتا O4 است که در تاریخ ۲۰۰۳ میلادی تأسیس شده است.
دفتر مرکزی انتراک ایر در آکرا، استان آکرای بزرگ، غنا واقع شده‌است و قطب این شرکت هواپیمایی در فرودگاه بین‌المللی کوتوکا قرار دارد و به ۵ مقصد، پرواز مستقیم انجام می‌دهد.